# Nitro PDF
Nitro PDF (anciennement PrimoPDF) est un freeware permettant de créer des fichiers PDF à partir de tout document imprimable sur un ordinateur fonctionnant sous Microsoft Windows. Il fonctionne comme une imprimante virtuelle. Le programme ne présente pas de publicités à l'utilisateur, mais utilise le programme publicitaire OpenCandy, selon ses conditions d’utilisation, pour recommander d’autres logiciels.
Le logiciel nécessite le .NET Framework 2.0 de Microsoft. Lors de l'exécution, il tente de télécharger automatiquement des mises à jour depuis www.primopdf.com à chaque impression. Cette fonction peut être désactivée dans les paramètres. PrimoPDF utilise le convertisseur de fichiers Ghostscript ainsi que le logiciel de redirection d'impression RedMon.
Selon sa documentation, Nitro PDF propose les fonctionnalités suivantes :
- Prise en charge de profils de création (Écran, eBook, Impression, Pré-presse, et Personnalisé).
- Possibilité d’ajouter du contenu à un fichier PDF existant.
- Prise en charge de la protection par mot de passe.
- Définition des métadonnées du PDF (auteur, titre, sujet, mots-clés).
- Création de fichiers compatibles avec les versions PDF 1.2 à 1.5.

Le logiciel utilise OpenCandy, considéré comme un logiciel espion, pour diffuser de la publicité.